# Lill-Järvsjön
Lill-Järvsjön är en sjö i Härjedalens kommun i Hälsingland och ingår i Ljusnans huvudavrinningsområde. Sjön har en area på 0,759 kvadratkilometer och ligger 399,1 meter över havet. Sjön avvattnas av vattendraget Ängerån.

## Delavrinningsområde
Lill-Järvsjön ingår i det delavrinningsområde (686824-146058) som SMHI kallar för Utloppet av Lill-Järvsjön. Medelhöjden är 421 meter över havet och ytan är 3,43 kvadratkilometer. Räknas de 15 avrinningsområdena uppströms in blir den ackumulerade arean 83,82 kvadratkilometer. Ängerån som avvattnar avrinningsområdet har biflödesordning 2, vilket innebär att vattnet flödar genom totalt 2 vattendrag innan det når havet efter 194 kilometer. Avrinningsområdet består mestadels av skog (40 procent) och sankmarker (26 procent). Avrinningsområdet har 0,76 kvadratkilometer vattenytor vilket ger det en sjöprocent på 22,1 procent.